# مقر البرلمان الأوروبي في ستراسبورغ
يقع المقر الرسمي للبرلمان الأوروبي في مدينة ستراسبورغ الفرنسية. المؤسسة ملزمة قانوناً بقرار مجلس إدنبرة الأوروبي المؤرخ 11 و 12 كانون الثاني / ديسمبر 1992 والمادة 341 من معاهدة عمل الاتحاد الأوروبي للاجتماع هناك اثنتي عشرة مرة في السنة لجلسة واحدة، تستغرق كل منها عادةً حوالي أربعة أيام. ومع ذلك، تتم غالبية العمل في بروكسل، ويتم تنفيذ بعض الأعمال الأخرى في مدينة لوكسمبورغ. كما يجب أن تتم جميع عمليات التصويت التي يقوم بها البرلمان الأوروبي في ستراسبورغ. تعقد جلسات ولجان «إضافية» في بروكسل. على الرغم من أن غالبية أعمال البرلمان في الواقع موجهة الآن إلى موقعه في بروكسل، إلا أنه ملزم قانوناً بالحفاظ على ستراسبورغ كمقر رسمي له؛ وهو وضع يثير الكثير من الانتقادات من البرلمان الأوروبي نفسه، بالإضافة إلى العديد من مجموعات المصالح والموظفين الإداريين وجماعات حماية البيئة وآخرين.
تقع مباني البرلمان الخمسة، والتي سميت جميعها على اسم سياسيين أوروبيين بارزين، في الحي الأوروبي ‏ بالمدينة، والذي يشترك فيه مع المنظمات الأوروبية الأخرى. في السابق كان البرلمان يشترك في نفس غرفة الاجتماع مع مجلس أوروبا. بينما حالياً فإن المبنى الرئيسي هو مبنى لويز وايس، الذي تم افتتاحه في عام 1999.